# Relais 4 × 400 mètres masculin aux championnats du monde d'athlétisme 1993
Navigation
Tokyo 1991 Göteborg 1995
L'épreuve du relais 4 × 400 mètres masculin des championnats du monde d'athlétisme 1993 s'est déroulée les 21 et 22 août 1993 au  Gottlieb Daimler Stadion de Stuttgart, en Allemagne.  Elle est remportée par l'équipe des États-Unis (Andrew Valmon, Quincy Watts, Harry Reynolds et Michael Johnson) qui établit un nouveau record du monde en 2 min 54 s 29.

## Résultats

### Finale
| Rang               | Pays       | Athlètes                                                                      | Temps         | Notes |
| ------------------ | ---------- | ----------------------------------------------------------------------------- | ------------- | ----- |
| Médaille d'or      | États-Unis | Andrew Valmon Quincy Watts Harry Reynolds Michael Johnson                     | 2 min 54 s 29 | WR    |
| Médaille d'argent  | Kenya      | Kennedy Ochieng Simon Kemboi Abednego Matilu Samson Kitur                     | 2 min 59 s 82 |       |
| Médaille de bronze | Allemagne  | Rico Lieder Karsten Just Olaf Hense Thomas Schönlebe                          | 2 min 59 s 99 |       |
| 4                  | France     | Jean-Louis Rapnouil Pierre-Marie Hilaire Jacques Farraudière Stéphane Diagana | 3 min 00 s 09 | NR    |
| 5                  | Russie     | Dmitriy Kliger Dmitriy Kosov Mikhail Vdovin Dmitriy Golovastov                | 3 min 00 s 44 |       |
| 6                  | Cuba       | Iván García Hector Herrera Norberto Téllez Roberto Hernández                  | 3 min 00 s 46 |       |
| 7                  | Jamaïque   | Patrick O'Connor Dennis Blake Danny McFarlane Gregory Haughton                | 3 min 01 s 44 |       |
| 8                  | Bulgarie   | Stanislav Georgiev Tsvetoslav Stankulov Kiril Raykov Anton Ivanov             | 3 min 05 s 35 |       |

## Légende
Records et Performances
- AR : Record continental (area record)
- CR : Record des championnats (championship record)
- MR : Record du meeting (meet record)
- NR : Record national (national record)
- OR : Record olympique (olympic record)
- PR : Record paralympique (paralympic record)
- PB : Record personnel (personal best)
- SB : Meilleure performance personnelle de la saison (season's best)
- WL : Meilleure performance mondiale de l'année (world leader)
- WJR : Record du monde junior (world junior record)
- WR : Record du monde (world record)

Circonstances et Conditions
- DNF : N'a pas terminé (did not finish)
- DNS : N'a pas pris le départ (did not start)
- DQ : Disqualification (disqualification)
- NM : Aucun essai valable enregistré (No Mark)
- Q : Qualifié « directement » au prochain tour (ou à la prochaine compétition), lors d'une compétition majeure, grâce au classement ou à la réalisation des minima (automatic qualifier)
- q : Qualifié au prochain tour (ou à la prochaine compétition), lors d'une compétition majeure, grâce au repêchage ou à la réalisation de l'une des meilleures performances parmi celles des « non qualifiés directement » (grâce au meilleur temps ou à la meilleure distance par exemple) (secondary qualifier)